# بمبديون استوائي
بمبديون إستوائي (الاسم العلمي:Bembidion equatoriale) هو نوع من الحشرات يتبع جنس البمبديون من فصيلة الخنافس الأرضية.